# Hoodwinked!
Hoodwinked! (ở Việt Nam được biết với tựa đề Truy tìm bí mật và Truy tìm bí quyết) là một bộ phim hoạt hình 3D hài hước năm 2005 của Mỹ do Cory Edwards, Todd Edwards và Tony Leech làm đạo diễn và biên kịch. Phim có sự tham gia lồng tiếng của Anne Hathaway, Glenn Close, Jim Belushi và Patrick Warburton.

## Nội dung
Red đến nhà bà cô là Granny, nơi chú sói Big Bad Wolf đã cải trang thành Granny. Wolf tấn công Red. Granny đang bị trói nhảy ra khỏi tủ quần áo, rồi có một anh chàng tên Kirk cầm rìu lao qua cửa sổ. Cảnh sát đến hiện trường. Thám tử Nicky Flippers đặt câu hỏi cho những người có mặt về các sự kiện dẫn đến vụ việc trên.
Red có tên thật là Red Puckett, giải thích rằng cô đang đi giao hàng cho bà thì phát hiện ra mối đe dọa từ tên cướp bí ẩn Goody, người đang ăn cắp công thức làm bánh. Để cứu công việc kinh doanh của Granny, Red mang công thức của gia đình Puckett đến nhà Granny trên đỉnh núi. Trên đường đi, cô rơi khỏi cabin cáp treo do Thỏ Boingo điều khiển và gặp Wolf, người đặt một loạt câu hỏi đáng ngờ cho cô. Né tránh Wolf, Red đi cùng một ông dê tên Japeth suốt chặng đường còn lại đến nhà Granny. Khi đến nơi, Red thấy Wolf đang chờ sẵn.
Đến lượt Wolf kể lại câu chuyện theo góc nhìn của mình, chú thực ra là phóng viên điều tra, đi cùng với trợ lý là chú sóc Twitchy. Wolf đang tìm hiểu về danh tính của tên cướp Goody, tin rằng Red và Granny là thủ phạm. Khi không thể giữ chân Red, Wolf và Twitchy đã đến nhà Granny bằng đường tắt do Boingo chỉ dẫn. Tại ngôi nhà, họ thấy Granny đã bị trói trong tủ quần áo. Sau đó Wolf lên kế hoạch lừa Red khai ra sự thật về tên cướp Goody.
Khi Kirk được thẩm vấn, anh giải thích rằng sự xuất hiện của mình tại nhà Granny là hoàn toàn ngẫu nhiên. Kirk là một diễn viên đầy triển vọng, đang thử đóng vai tiều phu trong phim quảng cáo. Sau khi xe bán đồ ăn của Kirk bị tên cướp Goody phá hoại, anh được Boingo an ủi và nhận được cuộc gọi từ nhà đài. Sau đó anh đi chặt cây để nhập tâm vào vai diễn sắp tới của mình. Một cái cây ngã xuống và đẩy anh rơi vào nhà Granny.
Đến lượt Granny được thẩm vấn. Red không biết Granny là người đam mê thể thao mạo hiểm. Sáng hôm đó, bà tham gia cuộc đua trượt tuyết trên núi, nơi Boingo xuất hiện như một người hâm mộ bà. Dù bị đội đối thủ tấn công nhưng Granny vẫn có thể chống trả và giành chiến thắng, bà còn biết được tên cướp Goody đã thuê đội đối thủ trừ khử bà. Trong khi nhảy dù về nhà, bà bị mắc vào dây dù, rơi vào quạt trần và bị văng vào tủ quần áo.
Bị sốc trước bí mật của Granny, Red đi lang thang một mình trong rừng. Nicky suy luận rằng Boingo, người đã có mặt trong cả bốn câu chuyện, chính là tên cướp Goody. Sau khi Boingo lẻn vào nhà Granny và đánh cắp công thức làm bánh của gia đình Puckett, Red theo dõi hắn đến nơi ẩn náu của hắn trên trạm cáp treo. Granny, Wolf và Kirk cũng đi theo hỗ trợ Red. Boingo tiết lộ rằng hắn sẽ cho thêm chất gây nghiện vào công thức làm bánh, sau đó san phẳng khu rừng để dọn đường cho đế chế của riêng hắn.
Granny, Wolf và Kirk bị phát hiện và cuộc xung đột diễn ra. Boingo nhốt Red vào cabin cáp treo chứa đầy chất nổ. Granny cố gắng cứu cháu gái trong khi Boingo và bọn thuộc hạ của hắn đuổi theo bà. Cuối cùng Granny cứu được Red trước khi cabin cáp treo nổ tung. Lực lượng cảnh sát chờ sẵn dưới chân núi đã bắt giữ băng nhóm của Boingo. Một thời gian sau, Kirk trở thành ca sĩ của một đoàn hát yodel, còn Red, Granny, Wolf và Twitchy được Nicky đề nghị tham gia cơ quan chuyên giải quyết tội phạm tên là Happily Ever After.

## Diễn viên lồng tiếng
- Anne Hathaway vai Red Puckett
- Glenn Close vai Granny Puckett
- Jim Belushi vai Kirk, người đốn cây
- Patrick Warburton vai Sói W. Wolf
- Andy Dick vai Boingo
- Anthony Anderson vai Thám tử Bill Stork
- David Ogden Stiers vai Thám tử Nicky Flippers
- Xzibit vai Đội trưởng Ted Grizzly
- Chazz Palminteri vai Woolworth
- Cory Edwards vai Twitchy
- Benjy Gaither vai Ông Dê Japeth
- Ken Marino vai Gấu mèo Jerry
- Tom Kenny vai Tommy
- Preston Stutzman vai Timmy
- Tony Leech vai Glen
- Joshua J. Greene vai Jimmy Lizard
- Mark Primiano vai 2-Tone
- Kevin Michael Richardson vai P-Biggie
- Tara Strong vai Zorra
- Tye Edwards vai Dolph